# 萬昌院功運寺
萬昌院功運寺（ばんしょういんこううんじ）は、東京都中野区上高田にある曹洞宗の寺院。山号は龍寶山（りゅうほうざん）。
赤穂事件（忠臣蔵）で知られる吉良義央の墓がある。

## 歴史
元々は萬昌院という寺と功運寺という別々の寺であったものが、1948年に合併してできた寺である。

### 萬昌院
萬昌院は山号を久寶山（くほうざん）といい、天正2年（1574年）の創建と伝えられる。開基は今川長得（一月長得）、開山は仏照円鑑禅師（喚英長応）。
長得は戦国大名今川義元の三男であり、長得の兄今川氏真もはじめは萬昌院に葬られた。また、今川家と先祖を同じくする一族であり、江戸時代初期には極めて近い姻戚関係にあった吉良家の菩提寺にもなっている。
もともとは江戸城半蔵門近くにあったが、その後市谷田町、筑土八幡町（いずれも現在の新宿区）と幾度かの移転を繰り返した。1914年に現在地に移転してきたが、1917年に火災により本堂・書院などが焼失してしまった。

### 功運寺
功運寺は山号は竜谷山（りゅうこくさん）といい、慶長3年（1598年）の創建である。開基は永井尚政、開山は黙室芳誾禅師。永井尚政は将軍徳川秀忠のもとで老中を務めた人物で、功運寺は永井家の菩提寺となっている。
創建当初は江戸城桜田門外にあったが、三田（芝三田功運町）に移り、1922年に当地に移転してきた。その後、戦後の1948年に萬昌院と功運寺が合併し現在に至っている。本尊は、釈迦如来坐像。

## 施設・史跡

### 墓地
- 糟屋武則（戦国武将、賤ヶ岳の七本槍の一人）の墓（武則の墓は自身の居城・加古川城跡である兵庫県加古川市の称名寺にもある）
- 水野成之（旗本、旗本奴として著名）の墓
- 吉良家の墓
吉良義央の墓もある（義央の墓は自身の領地であった愛知県西尾市の華蔵寺にもある）。
- 小林央通、清水義久の墓[2]
元禄赤穂事件で斬殺された吉良家臣[注釈 2]の墓。
- 今川家の墓
萬昌院を開いた今川長得などの墓や供養塔がある。
- 永井家の墓
功運寺を開いた永井尚政の一族の墓がある。永井尚長（尚政の孫）は、増上寺で行われていた将軍家の法要中に刃傷を受け殺害された人物だが、加害者の内藤忠勝は浅野長矩の叔父に当たる。これにより一旦断絶した永井家は尚長の弟によって再興され、その末裔である大和新庄藩主累代の墓も本寺にある。
- 栗崎家の墓
江戸時代の外科医・栗崎家三代（道喜・初代道有・二代道有）の墓。なお、二代栗崎道有は松の廊下で斬られた吉良義央を治療している。
- 大関増業（下野黒羽藩主、国学者）の墓
- 初世歌川豊国（浮世絵師）の墓
- 林芙美子（小説家）の墓

1960年までは当寺院内に江戸時代の町奉行・大岡忠相の墓もあったが、大岡家の菩提寺であった神奈川県茅ヶ崎市の浄見寺に移転した。
拝観は日中の時間帯のみ無料。

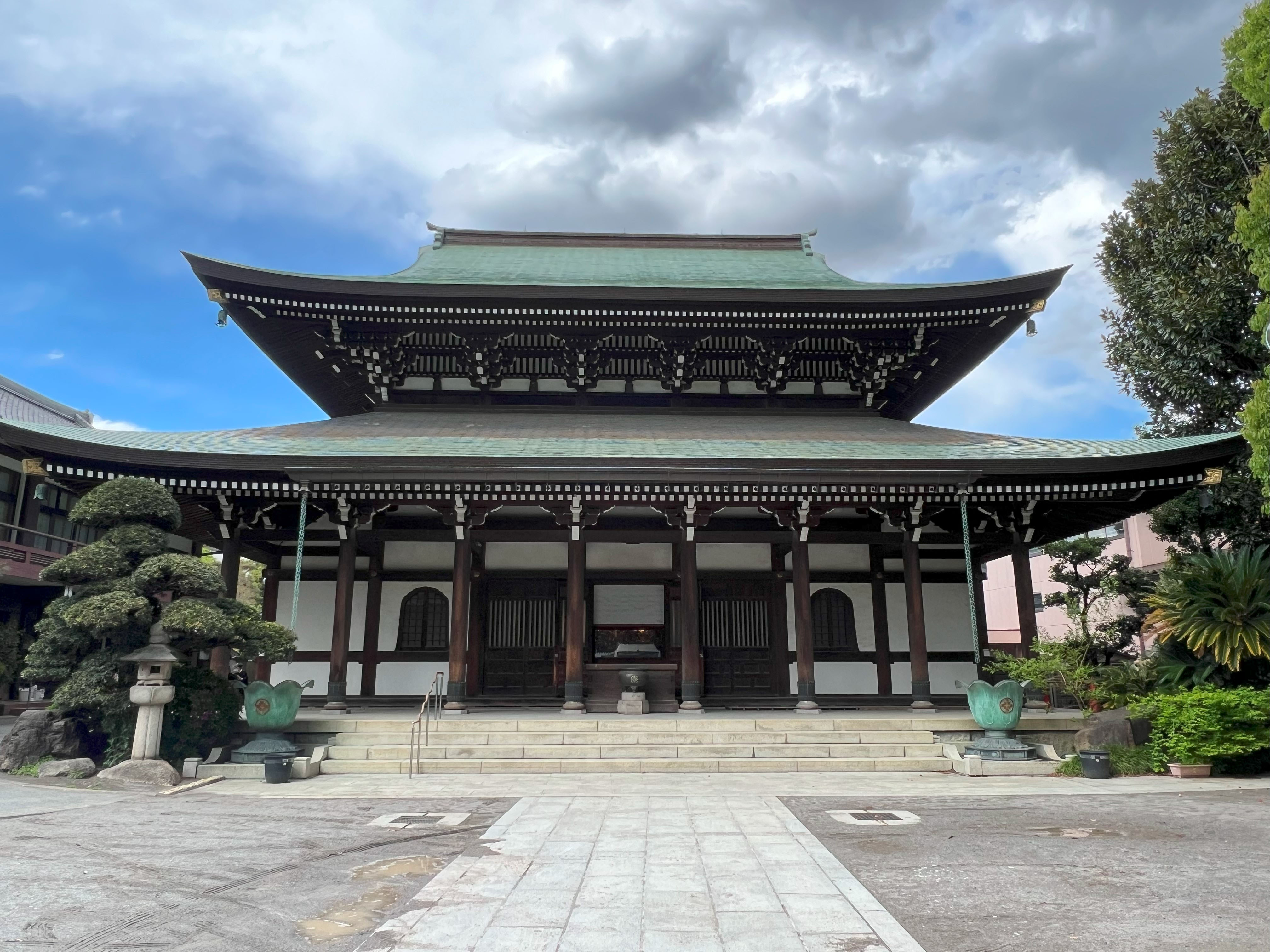
本堂
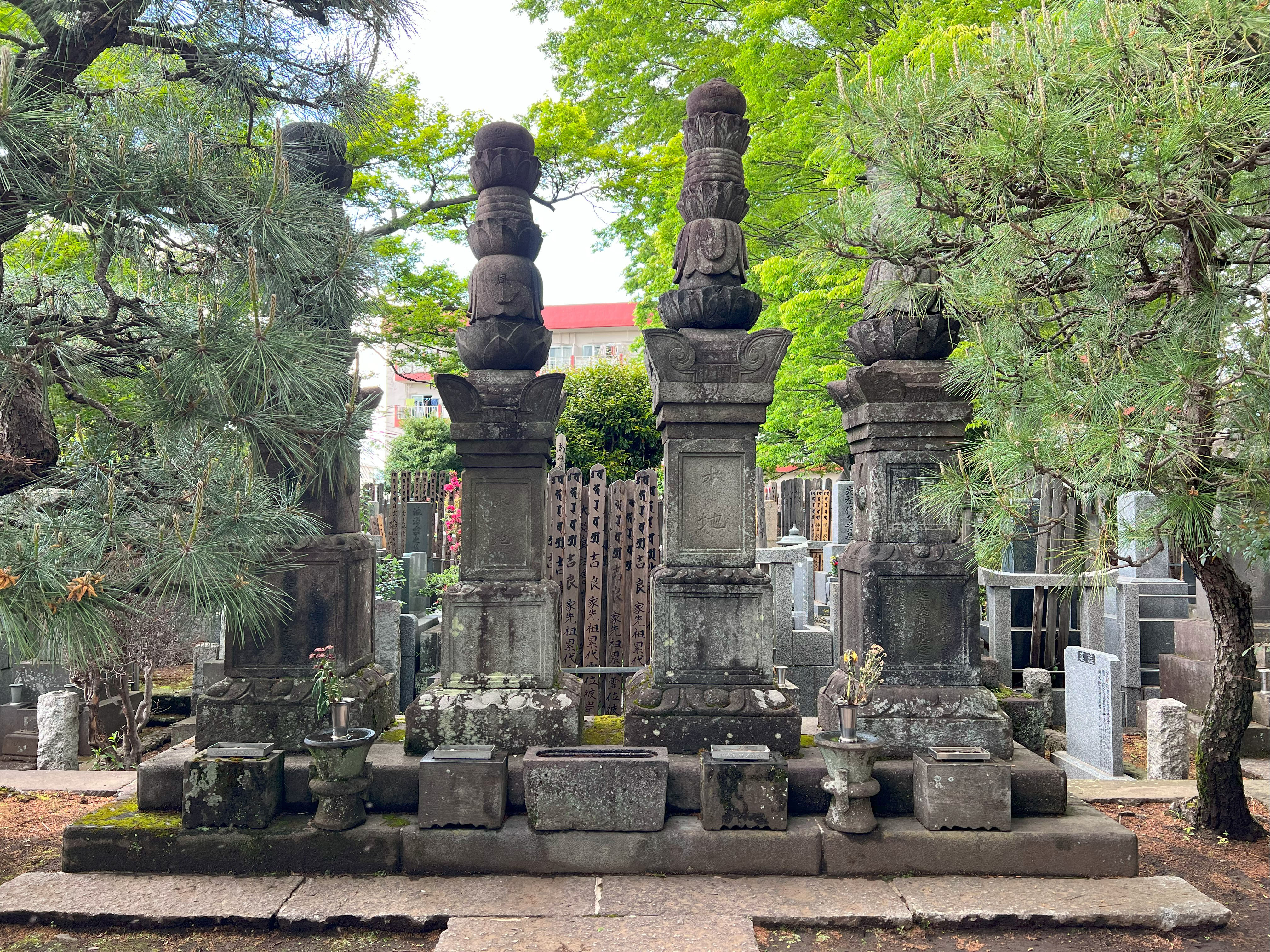
吉良家四代の墓

### 施設
当寺院が母体となって隣接してある幼稚園「まこと幼稚園」を運営している。

## アクセス
- 中央線各駅停車・大江戸線東中野駅より徒歩12分。
- 地下鉄東西線落合駅より徒歩8分。
- 西武新宿線新井薬師駅より徒歩10分。